# Nudaria mollis
Nudaria mollis är en fjärilsart som beskrevs av T.P. Lucas 1894. Nudaria mollis ingår i släktet Nudaria och familjen björnspinnare. Inga underarter finns listade i Catalogue of Life.